# Back to Life (However Do You Want Me)
Back to Life (However Do You Want Me) ist ein Nummer-eins-Hit von Soul II Soul und erschien zuerst als A-cappella-Version auf dem Debütalbum Club Classics Vol. 1. Die folgende Single kam am 29. Mai 1989 heraus und enthielt zwei neue Versionen. Die erste ergänzte die Albumversion mit instrumenteller Begleitung. Die zweite ist eine komplette Neuaufnahme des Liedes mit verändertem Text und der Titel wurde zu Back to Life (However Do You Want Me) erweitert und von Caron Wheeler gesungen. Diese Version wurde in den Hitparaden am erfolgreichsten. Das Video wurde auf den Musiksendern populär.
Es existieren mehrere Cover-Versionen, darunter eine ebenfalls als Video produzierte Single von Vanessa S., die 2003 unter dem Titel Ey Ey Ey / Back to Life (feat. Said) veröffentlicht wurde. Der Rapper The Game verwendete für sein Lied However Do You Want It (aus dessen Album 1992) die Einlage des Songs. 
Back to Life erreichte in mehreren Ländern hohe Chartpositionen, darunter Platz eins in den USA, Großbritannien und den Niederlanden.